# Síndrome nefrítico
El síndrome nefrítico es un conjunto de signos y síntomas  que se caracterizan por inflamación de los glomérulos renales con el consecuente deterioro de su función. La inflamación es por lo general autoinmune, aunque puede resultar ser de origen infeccioso. Como resultado aparece un aumento de sangre y proteínas en la orina por mal filtrado glomerular, además de una caída rápida del índice de filtrado glomerular (IFG o GFR). El síndrome nefrótico, por su parte, se caracteriza por una degeneración no inflamatoria del glomérulo.
Clínicamente se caracteriza por la tríada de hipertensión arterial, edema y hematuria con o sin trastornos de los glóbulos rojos. Si la glomerulonefritis, o sea, la inflamación del glómerulo y su membrana basal son suficientemente extensas, puede cursar con una pérdida mayor del 50 % de la función de la nefrona al cabo de semanas o meses. En algunos casos, especialmente con afectación de la membrana basal, es posible que aparezca un síndrome mixto nefrítico/nefrótico.
Es de variado pronóstico, pudiendo tanto resultar en una curación total como derivar en trastornos renales crónicos.

## Etiología

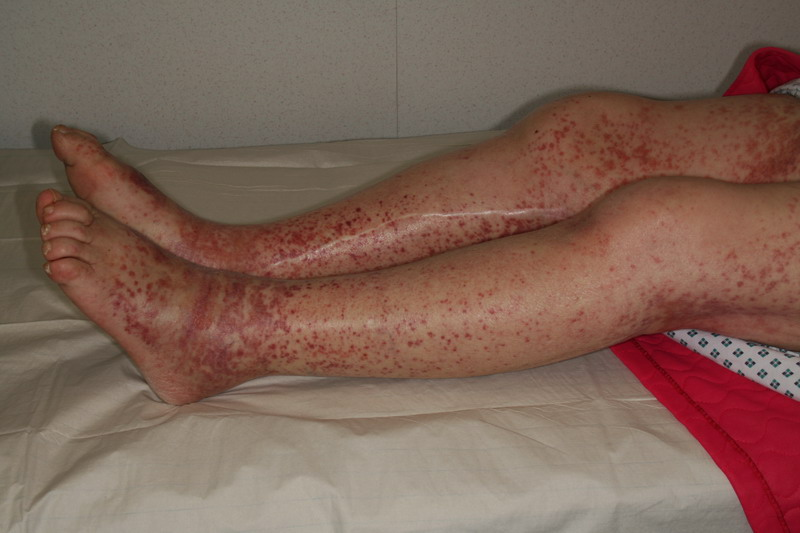
Púrpura de Schönlein-Henoch, una enfermedad autoinmune con afectación renal incluida dentro del síndrome nefrítico.

El síndrome nefrítico tiene múltiples causas, entre ellas causas de origen infeccioso que afectan al glomérulo, cuyo origen puede ser propiamente renal tanto como sistémico. Además hay causas que involucran la autoinmunidad, trastornos metabólicos y traumatismos entre otros.

### En jóvenes y adolescentes
Las enfermedades causales que se observan con más frecuencia en niños y adolescentes son, entre otras:
- Nefropatía por IgA
- Púrpura de Schönlein-Henoch
- Síndrome urémico hemolítico
- Glomerulonefritis posestreptocócica, el prototipo de la enfermedad nefrítica aguda[1][5]

### En adultos
Las enfermedades asociadas al síndrome nefrítico que generalmente se observan con mayor frecuencia en los adultos son:
- LES o nefritis por lupus
- GN membranoproliferativa I
- GN membranoproliferativa II
- Endocarditis infecciosa
- Vasculitis
- Glomerulonefritis rápidamente progresiva (semilunar)
- Síndrome de Goodpasture
- Neumonía por Klebsiella
- Abscesos abdominales
- Enfermedades virales: mononucleosis, sarampión, paperas, etcétera
- Fiebre tifoidea
- Hepatitis
- Sífilis y otras enfermedades de transmisión sexual

## Patogenia
El elemento común en el síndrome nefrítico son lesiones en el glomérulo caracterizado por infiltración de células inmunitarias, fundamentalmente leucocitos en el interior de este. Esta reacción inflamatoria daña las paredes de los capilares, permitiendo que los eritrocitos escapen hacia la orina, conllevando a alteraciones hemodinámicas que afectan la tasa de filtración glomerular. La consecuente caída del IFG se manifiesta clínicamente por un volumen bajo de orina, retención de agua en el cuerpo con recíproca elevación de la tensión arterial y azoemia. La hipertensión arterial produce riñones isquémicos los cuales secretan renina y este a su vez empeora la hipertensión arterial.

## Cuadro clínico
El motivo de consulta de un paciente con síndrome nefrítico, por lo general, es referir edema, orinas oscuras, micciones de bajo volumen y poco frecuentes y, tardíamente, aparecen dolor lumbar, dificultad respiratoria y convulsiones. El examen físico puede mostrar signos de retención nitrogenada e hipertensión arterial.

### Hematuria

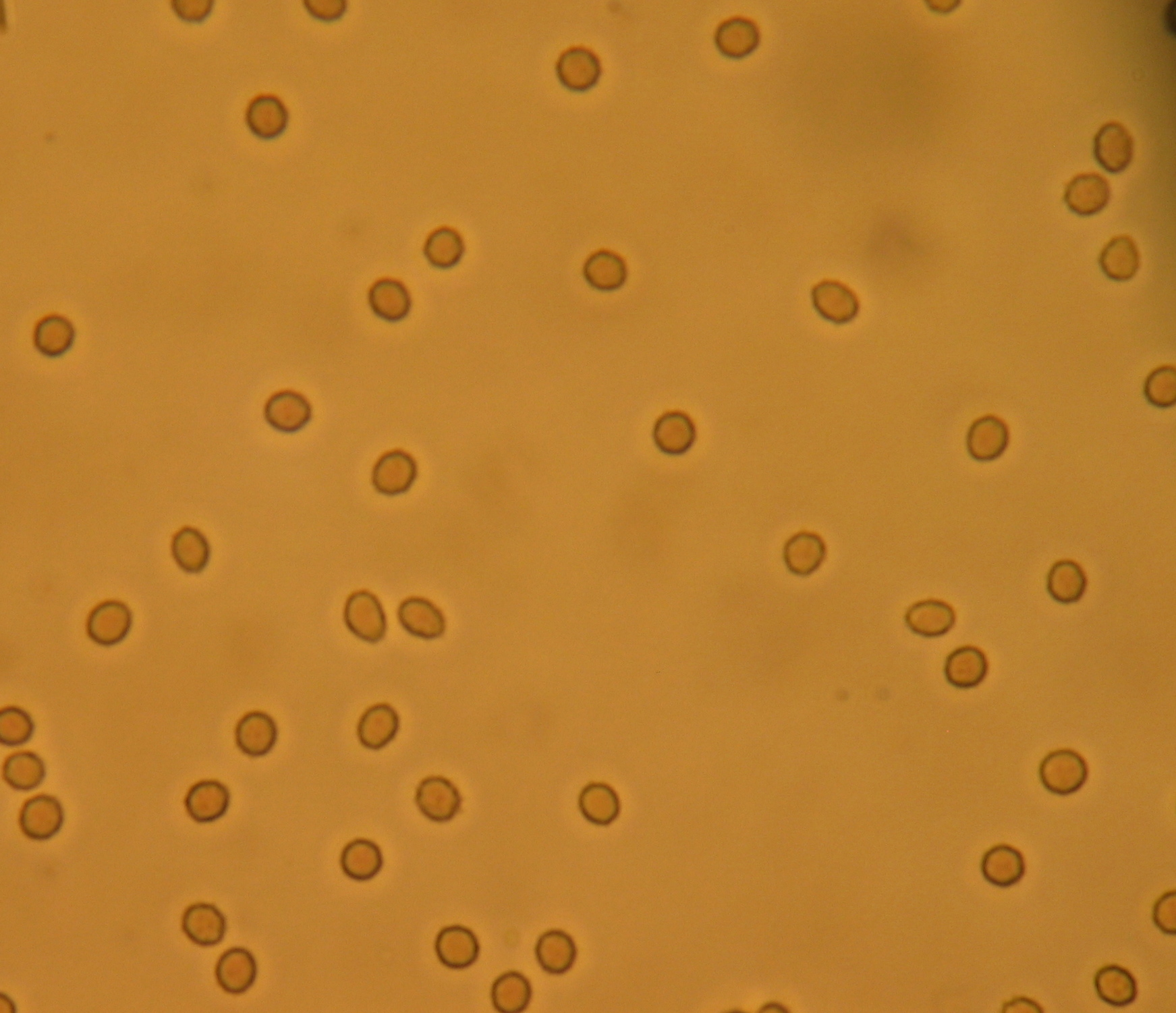
Hematuria microscópica, glóbulos rojos en una muestra de orina vista bajo el microscopio.

En el 75% de los pacientes con un síndrome nefrítico se presenta una hematuria macroscópica y es uno de los sellos clínicos de los pacientes con este síndrome.
Características de la hematuria de origen glomerular:
- Color oscuro
- Total (presente en el primer, segundo y tercer chorro miccional)
- Indolora
- Sin coágulos
- Al examen microscópicos, los hematíes no se observan frescos.
- Presencia de cilindros hemáticos, lo cual es casi patognomónico de la hematuria glomerular.

Estos datos son característicos de la hematuria glomerular a la vez que la hematuria glomerular es característica del síndrome nefrítico.

### Edema
El 90% de los pacientes presenta edema, inicialmente facial, de predominio matutino y posteriormente en los miembros inferiores, en los niños se aprecia borramiento del ombligo, hepatomegalia generalmente dolorosa (hepatalgia), ingurgitación yugular y puño-percusión dolorosa. El edema puede llegar incluso a niveles de congestión severa con síntomas de edema pulmonar agudo.
La aparición del edema se debe a un aumento en la carga venosa por un aumento de la volemia.

### Hipertensión arterial
La presión arterial en estos pacientes se ve aumentada debido a la imposibilidad del riñón de mantener una filtración adecuada y por aumento de la reabsorción tubular. La HTA se normaliza una vez que comienza la regresión del proceso inflamatorio, acción que le permite eliminar el exceso del volumen extracelular (VEC).

### Oliguria
Se define como micciones de poco volumen y se debe a la disminución del filtrado glomerular propia del síndrome nefrítico y no implica necesariamente mal pronóstico.

### Retención nitrogenada
Es otra consecuencia de la disminución en el índice de filtrado glomerular, lo que transitoriamente eleva la creatinina en sangre a valores de 1.5 a 2.0 mg/dL. Estarán aumentados en sangre los niveles de BUN en sangre y los niveles de ácido úrico (hiperuricemia).

### Síntomas
- Malestar general (indisposición)
- Visión borrosa
- Dolor de cabeza (cefalea)
- Movimiento lento, despacioso, letárgico
- Dolencias generalizadas (dolor articular, dolores musculares)

Síntomas de aparición tardía:
- Convulsiones
- Náusea y vómitos
- Disminución de la agudeza mental, somnolencia, confusión
- Tendencia a formar hematomas o sangrado
- Dolor en el flanco abdominal
- Tos que contiene moco (esputo mucoide) o rosado, tos con material espumoso
- Dificultad respiratoria especialmente en la noche, mientras la persona está acostada y agravada por el ejercicio

## Tratamiento
El tratamiento apunta al combate de la inflamación, una vez determinada la causa. El tratamiento también debe incluir una reducción sin demora de las cifras tensionales del sujeto, así como de la sobrecarga de líquidos corporales. Se le ordena al paciente a una dieta libre de sal y baja en agua, se administran diuréticos para reducir el edema y sus consecuencias y, puede que en algunos pacientes sea necesaria la diálisis del plasma sanguíneo. El alivio de la injuria inflamatoria del glomérulo puede requerir el uso de corticosteroides y agentes citotóxicos.

### Glomerulonefritis posinfecciosa

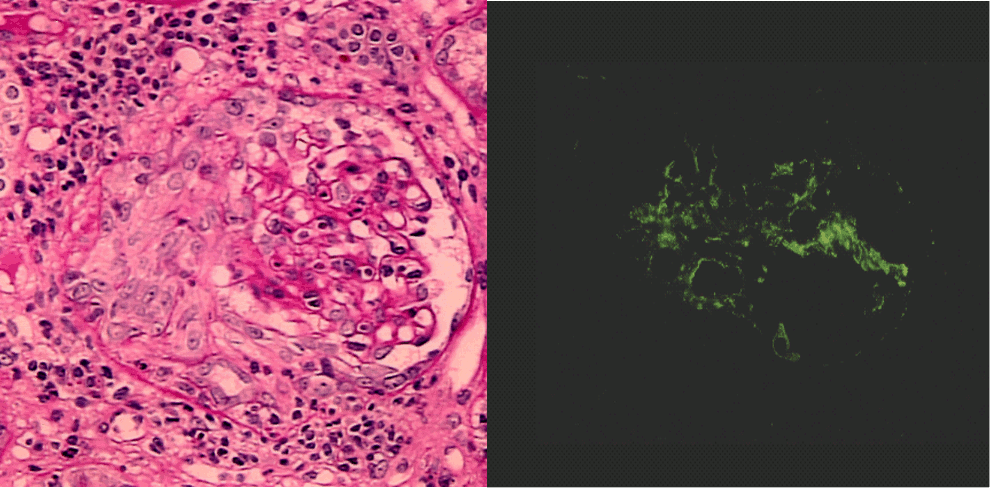
Infiltración celular adherida a la cápsula glomerular (imagen izquierda) en forma general de semiluna. Inmunofluorescencia de un glomérulo evidenciándose presencia de C3.

La glomerulofritis asociada a una previa infección por Streptococcus betahemolítico del grupo A (Streptococcus pyogenes, que es el agente etiológico de la faringoamigdalitis bacteriana, cuadro común entre los niños y adultos jóvenes, desencadenando de manera posterior una glomerulonefritis postestreptocóccica (periodo de latencia de 1-6 semanas entre la infección y la iniciación de la nefrítis), el tratamiento suele ser exclusivamente de soporte. Se deben administrar antibióticos tipo penicilina (solo si sigue existiendo una infección bacteriana), antihipertensivos, restricción de sal y diuréticos, de ser necesarios. No se ha demostrado un mejor o más rápido curso de la enfermedad con el uso de corticosteroides. El pronóstico en niños suele ser favorable, pero los adultos tienden a ser sensibles a adherencias capsulares asociadas a un deterioro progresivo de la función renal e insuficiencia renal crónica. En menos del 5% de los adultos aparecerá una glomerulonefritis rápidamente progresiva y en un porcentaje aún menor se instala una insuficiencia renal terminal.

### Nefropatía de Schönlein-Henoch
Para la púrpura anafilactoide, común en niños varones, se ven lesiones renales casi idénticas a la nefritis por IgA. Esta es una presentación que suele cursar favorablemente sin tratamiento al cabo de 1-6 semanas y no tiende a dejar secuelas. Los casos de nefropatía crónica, es decir persistente suele ocurrir casi exclusivamente en adultos. La efectividad de un tratamiento específico aún no ha sido determinada.

### Nefropatía por IgA
La enfermedad se da por depósitos de Ig A en los glomérulos los cuales con una clínica poco resaltante solo se puede diagnosticar y descartar con un biopsia renal. Su mayor incidencia se da en mujeres jóvenes y un 90% de estas presentan hematuria franca de más de 3 meses de evolución que cede con ningún tratamiento.
La enfermedad de Berger se caracteriza por depósitos de IgA sobre el glomérulo. En pacientes con proteinuria importante (>1 g/dl) se debe administrar un inhibidor de la enzima convertidora de angiotensina. El manejo de la hipertensión arterial tiene como meta una tensión menor a 130/80 mmHg. Una dosis de 1 g/día de metilprednisolona como terapia intravenosa por tres días durante los meses 1, 3 y 5 junto con 0,5 mg/kg de prednisolona cada dos días por 6 meses demostró reducir la velocidad de instalación de una insuficiencia renal, especialmente en pacientes con una depuración de creatinina > 70 ml/min.
Otros tratamientos han incluido aceite de pescado con resultados variables en evaluaciones clínicas. Ciertos estudios han notado beneficios similares con dosis bajas (2-5 mg/día) y con dosis elevadas (9-12 mg/día) con pocos efecto secundarios en ambos casos. Se ha observado recurrencias en un 30% de los pacientes que han tenido un trasplante renal entre 5 y 10 años después de la operación.

## Pronóstico
El pronóstico depende mucho que un diagnóstico temprano y fases primarias de la enfermedad, cada una de estas puede llevar a TFG a valores menores de 50% donde ya no hay regreso terapéutico. el tratamiento es el mismo para todos, de mantenimiento.
De resultado variable, va desde una curación total a complicaciones crónicas como la Insuficiencia Renal crónica entre otras.

## Complicaciones
- Insuficiencia renal aguda
- Insuficiencia renal crónica
- Enfermedad renal en estado terminal
- Hipertensión
- Insuficiencia cardíaca congestiva
- Edema pulmonar
- Glomerulonefritis crónica
- Síndrome nefrótico de Brisa